# Conconully Dam
Der Conconully Dam (National ID # WA00259) ist ein Staudamm im Okanogan County im US-Bundesstaat Washington.
Der Erddamm wurde 1910 bis 1911 mit einer ursprünglichen Höhe von 21 Metern durch das United States Bureau of Reclamation während der ersten Periode seiner Aktivität gebaut und 1920 erhöht sowie 1969 rekonstruiert. Die heutige Höhe beträgt 22 m, die Kronenlänge 328 m.
Der Conconully Dam staut den Salmon Creek für Hochwasserschutz- und Bewässerungszwecke; er ist Teil des größeren Okanogan Project. Am 6. September 1974 wurde er in das National Register of Historic Places aufgenommen. Der benachbarte, 1921 gebaute Salmon Lake Dam und sein Stausee, der Conconully Lake, sind Teil desselben Projekts. Beide Dämme gehören dem Bureau of Reclamation und werden vom örtlichen Okanogan Irrigation District betrieben.
Das Conconully Reservoir hat normalerweise eine Oberfläche von 223 ha und eine maximale Staukapazität von 16.035.240 Kubikmetern. Erholungssuchende kommen zum Angeln (beliebt sind Regenbogenforellen, Cutthroat-Forellen und Schwarzbarsche) Bootfahren, Camping, Wandern und zur Naturbeobachtung an den See. Der Conconully State Park und das Conconully National Wildlife Refuge liegen in der Nähe.

## Geschichte
Der Bau des Damms wurde durch einen Streik im Juli 1909 unterbrochen. Den Bauarbeitern wurde eine Lohnerhöhung von 25 Cent pro Tag angeboten, sie forderten jedoch 50 Cent. Ein Bericht über den Streik wurde im Industrial Worker veröffentlicht, einer Wochenzeitung der Industrial Workers of the World, die in Spokane herausgegeben wurde.